# Strokeförbundet
Strokeförbundet (före 2022 STROKE-Riksförbundet) är en organisation som bildades den 6 maj 1980 och riktar sig till dem som har fått stroke, deras anhöriga och alla andra intresserade. Förbundet har drygt 80 läns- och lokalföreningar över hela landet. Riksförbundet är medlem i Funktionsrätt Sverige.
Strokeförbundet är en medlemsorganisation som också under varumärket Strokefonden samlar in medel till framförallt forskning och folkbildning.

## Förbundets målsättning och vision
Förbundets vision är Ett värdigt liv efter stroke
- Öka den allmänna kunskapen om stroke, symtom, konsekvenser och risker

- Alla ska få vård på en strokeenhet  och en behovsanpassad rehabilitering
- Stödja de som fått stroke och deras anhöriga
- Uppmärksamma behoven för yngre som drabbats av stroke
- Öka kunskapen om dolda funktionsnedsättningar

## Historia

### Förbundets namn
Under organisationens livstid har flera namnändringar gjorts och ändrat form från en förening till ett förbund av föreningar.
Strokeförbundets historia den 6 maj 1980 då STROKE – Föreningen mot hjärnans sjukdomar bildas. Föreningen byter namn till STROKE – Riksföreningen mot hjärnans sjukdomar och den 17 maj 1983 ändrar organisationen från en rikstäckande förening till ett förbund av lokala och länsföreninga. Då ändras också namnet till STROKE – Riksförbundet mot hjärnans sjukdomar. Vid ett senare tillfälle stryks de tre sista orden i namnet och heter därefter STROKE – Riksförbundet som förbundet heter fram till den 11 juni 2022 då namnet ändras till Strokeförbundet. Ett av skälen till namnbytet är att förbundet hos många redan kallas just Strokeförbundet.

### Ordförande
|           | Gunnar Steiner     |
|           | KL Mettinger       |
|           | Leni Björklund     |
|           | Olle Persson       |
| 2001-2010 | Marianne Ytterberg |
| 2010-2022 | Sven Andreasson    |
| 2016-2022 | Ove Puisto         |
| 2022-     | Carina Petersson   |
| --------- | ------------------ |